# Aqua Timez 47都道府県"Back to You"tour 2015-2016 Live & Documentary
『Aqua Timez 47都道府県"Back to You"tour 2015-2016 Live & Documentary』（アクアタイムズ・ヨンジュウナナトドウフケン・バック・トゥ・ユウ・ツアー・ニセンジュウゴ・ニセンジュウロク・ライブ・アンド・ドキュメンタリー）はAqua Timezの7枚目のライブ映像ディスク（DVD・Blu-ray Disc）。2017年1月25日発売。発売元はエピックレコードジャパン。

## 概要
- 2015年から2016年に開催した自身初の47都道府県ツアーの密着ドキュメンタリーと、ツアー終盤の2016年5月7日に行われた東京・Zepp DiverCity TOKYO公演のライブ映像から構成された作品。

## 収録内容
1. Opening
2. 一瞬の塵
3. 2015.11.29 群馬・高崎club FLEEZ
4. “Back to You”tour original medley（massigura～鉛色のフィクション～Mr.ロードランナー）
5. 2015.12.05 岐阜・Club-G
6. 等身大のラブソング
7. Dub Duddy～ライブ前日に見た夢～
8. 2015.12.20 島根・松江AZTiC canova
9. 千の夜をこえて
10. 2016.01.10 佐賀・GEILS
11. 最後までII
12. 2016.01.24 高知・X-pt.
13. We must
14. Perfect World
15. 2016.03.05 富山・MAIRO
16. 岐阜と
17. LOST PARADE
18. 生きて
19. 2016.03.06 石川・金沢AZ
20. Velonica
21. 空想楽
22. 2016.03.21 秋田・Club SWINDLE
23. Fly Fish
24. MILKY BLUES
25. 2016.03.26 千葉・柏PALOOZA
26. because you are you
27. 2016.04.23 福島・郡山Hip Shot Japan
28. 決意の朝に（アカペラver.）
29. 2016.05.21 沖縄・桜坂セントラル
30. 虹
31. 2016.06.05 島根・松江AZTiC canova
32. 2016.07.31 熊本・B.9